# Agostino Lanfranchi
Agostino Lanfranchi (Palazzolo sull'Oglio, 24 giugno 1892 – Bergamo, 15 febbraio 1963) è stato uno skeletonista e bobbista italiano.

## Biografia
Nato a Palazzolo sull'Oglio, in provincia di Brescia, nel 1892, da giovane gioca a calcio nel Brescia. Impegnato nell'azienda familiare, produttrice di bottoni e fibbie per cinture, nel 1913 si trasferisce a Londra. Ritorna in Italia perché obbligato a combattere nella prima guerra mondiale, dove presta servizio come staffetta motociclista. Dopo essere tornato in Inghilterra, si sposa con Suzanne Platt. Resta in terra inglese fino al 1940, alla seconda guerra mondiale, quando rientra stabilmente in Italia.
Appassionato di automobilismo e motonautica, partecipa a gare in entrambi gli sport. I risultati migliori li ottiene però negli sport invernali: a 35 anni partecipa ai Giochi olimpici di Sankt Moritz 1928, nello skeleton singolo, terminando ai piedi del podio, 4° con il tempo totale di 3'08"7. 4 anni dopo è di scena a Lake Placid 1932, stavolta nel bob, dove partecipa ad entrambe le gare: quella a due, insieme al fratello Gaetano, chiusa all'8º posto in 8'50"66, e quella a quattro, dove arriva 5º in 8'24"21, insieme al conte Theo Rossi di Montelera, al fratello Gaetano e ad Italo Casini.
Muore il 15 febbraio 1963, dopo aver trascorso gli ultimi anni della sua vita a Capri.